# ارینا مانو
ارینا مانو (انگلیسی: Erina Mano؛ زادهٔ ۱۱ آوریل ۱۹۹۱) موسیقی‌دان اهل ژاپن است. وی از سال ۲۰۰۶ میلادی تاکنون مشغول فعالیت بوده‌است.
از فیلم‌ها یا برنامه‌های تلویزیونی که وی در آن نقش داشته‌است می‌توان به خاطرات مادر من اشاره کرد.